# Novi Sad (Adiguèsia)
|  | Per a altres significats sobre la ciutat de Sèrbia, vegeu «Novi Sad». |

Novi Sad - Новый Сад (rus) - és un khútor de la República d'Adiguèsia, a Rússia. Es troba a 7 km al sud-est de Takhtamukai i a 100 km al nord-oest de Maikop, la capital de la república.
Pertany al municipi d'Enem.